# 广西杜鹃
广西杜鹃（学名：Rhododendron kwangsiense），为杜鹃花科杜鹃花属下的一个种。种加名 kwangsiense 意为“广西的”。